# Idaea callipepla
Idaea callipepla là một loài bướm đêm trong họ Geometridae.